# 28e cérémonie des Victoires de la musique
 (avril 2025).
Si vous disposez d'ouvrages ou d'articles de référence ou si vous connaissez des sites web de qualité traitant du thème abordé ici, merci de compléter l'article en donnant les références utiles à sa vérifiabilité et en les liant à la section « Notes et références ».
La 28e cérémonie des Victoires de la musique a lieu le 8 février 2013 au Zénith de Paris. Elle est présentée par Virginie Guilhaume et Laurent Ruquier.
Les nominations sont annoncées le 8 janvier 2013 sur le site officiel. Le public vote pour la révélation du public, du 10 janvier au 7 février 2013.

## Palmarès
Les gagnants sont indiqués ci-dessous en tête de chaque catégorie et en caractères gras.

### Artiste interprète masculin de l'année
- Dominique A
  - Benjamin Biolay
  - M
  - Orelsan

### Artiste interprète féminine de l'année
- Lou Doillon
  - Céline Dion
  - Françoise Hardy
  - La Grande Sophie

### Groupe ou artiste révélation du public de l'année
- C2C
  - Barbara Carlotti
  - Rover
  - Tal

### Groupe ou artiste révélation scène de l'année
- C2C
  - Boulevard des airs
  - Barbara Carlotti
  - Irma

### Album de chansons de l'année
- La Grande Sophie - La Place du fantôme
  - Benjamin Biolay - Vengeance
  - Françoise Hardy - L'Amour fou
  - M - Îl

### Album rock de l'année
- Skip the Use - Can Be Late
  - BB Brunes - Long Courrier
  - Lou Doillon - Places
  - Raphael - Super-Welter

### Album de musiques urbaines de l'année
- Oxmo Puccino - Roi sans carrosse
  - Disiz - Extra-lucide 
  - Sexion d'Assaut - L'Apogée
  - Tal - Le Droit de rêver

### Album de musiques du monde de l'année
- Amadou et Mariam - Folila
  - Bumcello - Al
  - Salif Keïta - Talé
  - Khaled - C'est la vie

### Album de musiques électroniques de l'année
- C2C - Tetr4
  - Breakbot - By Your Side
  - Émilie Simon - Franky Knight
  - Wax Tailor - Dusty Rainbow From The Dark

### Chanson originale de l'année
- Camille - Allez allez allez[1] (auteur-compositeur : Camille Dalmais)
  - Sexion d'Assaut - Avant qu'elle parte (auteurs-compositeurs : Adama Diallo, Alpha Diallo, Gandhi Djuna, Karim Fall, Karim Ballo, Bastien Vincent, Mamadou Baldé, Stan E, Wati B)
  - Marc Lavoine - Je descends du singe (auteur : Marc Lavoine - Compositeur : Christophe Casanave)
  - Lescop - La Forêt (auteurs-compositeurs : Mathieu Peudupin, Gaël Étienne, Johnny Hostile)

### Spectacle musical, tournée ou concert de l'année
- Shaka Ponk - The Geeks Tour à l'Olympia, au Zénith et au Bataclan
  - Camille - Ilo Veyou à l'Olympia et en tournée
  - Thomas Dutronc - Silence on tourne, on tourne en rond à l'Olympia et en tournée
  - La Grande Sophie - La Place du fantôme au Café de la Danse, au Trianon, à l'Olympia et en tournée

### Vidéo-clip de l'année
- C2C - FUYA (réalisateurs : Sylvain Richard, Francis Cutter)
  - M - Mojo (réalisateur : Beryl Koltz)
  - Olivia Ruiz - My lomo & me (réalisateur : Nicolas Houres)
  - Shaka Ponk - Let's bang (réalisateur : Frah)

### Victoires d'honneur
- Véronique Sanson
- Sheila
- Enrico Macias

## Divers

### Nominations multiples
Quatre nominations
- C2C (groupe ou artiste révélation du public de l'année, groupe ou artiste révélation scène de l'année, album de musique électronique, vidéo-clip de l'année)

Trois nominations
- La Grande Sophie (artiste interprète féminine de l'année, album de chansons de l'année, spectacle musical / tournée / concert de l'année)
- M (artiste interprète masculin de l'année, album de chansons de l'année, vidéo-clip de l'année)

Deux nominations
- Benjamin Biolay (artiste interprète masculin de l'année, album de chansons de l'année)
- Camille (chanson originale de l'année, spectacle musical / tournée / concert de l'année)
- Lou Doillon (artiste interprète féminine de l'année, album rock de l'année)
- Françoise Hardy (artiste interprète féminine de l'année, album de chansons de l'année)
- Sexion d'Assaut (chanson originale de l'année, album de musiques urbaines de l'année)
- Tal (groupe ou artiste révélation du public de l'année, album de musiques urbaines de l'année)
- Barbara Carlotti (groupe ou artiste révélation du public de l'année, groupe ou artiste révélation scène de l'année)
- Shaka Ponk (le vidéo-clip de l'année, spectacle musical / tournée / concert de l'année)